# Prinsessan Junshi
Junshi, född 13 mars 1311, död 1337, var en japansk kejsarinna, gift med kejsar Go-Daigo av Japan. 
Hon var prinsessa av Japan som dotter till kejsare Go-Fushimi och hovdamen Fujiwara no Saionji. Hon gifte sig med kejsar Go-Daigo. De tillhörde olika linjer av kejsarätten: hans farfar var hennes farfars farbror. Hon fick en dotter, prinsessan Sachiko (幸子内親王), född 1335.  Hon var den sista kejsarinnan i Japan vars namn är känt fram till Tokugawa Masako cirka 300 år senare.